# Virus opičích neštovic
Virus opičích neštovic (monkeypox virus, zkráceně MPV) je virus z čeledi poxvirů, původce opičích neštovic.

## Popis
MPV je součástí I. Baltimorovy skupiny, genetická informace je tedy kódována prostřednictvím dvouvláknové DNA (dsDNA virus). Genom MPV je lineární a tvoří jej jediná molekula nukleové kyseliny. Celková délka genomu činí asi 200 kb, kódováno je prostřednictvím něj asi 200 genů. Celý virion je podobný ostatním orthopoxvirům, má cihlovitý tvar a rozměry 140–260 nm × 220–450 nm. Poxviry patří mezi obalené viry a jejich viriony jsou obecně velmi komplexní, vytvářejí navíc dvě odlišné formy. Základní infekční částicí je zralý virion (MV), naopak tzv. extracelulární obalený virion (EV) je kryt další membránou, již získává z Golgiho komplexu infikované buňky.

## Systematika a epidemiologie
Virus opičích neštovic (MPV) se řadí do čeledi poxvirů a rodu Orthopoxvirus, je blízce příbuzný viru kravských neštovic (CPV), vaccinia viru (VACV) a viru pravých neštovic (VARV). Klinická manifestace MPV je podobná jako v případě VARV, navzdory tomu však MPV podle srovnávací analýzy kompletních genomů není bezprostřední evoluční předchůdce nebo následovník VARV.
MPV je endemický pro Konžskou pánev, přičemž genetické analýzy prokázaly existenci dvou virových variant (West African clade a Congo Basin clade), lišících se mj. úrovní virulence.
| Název    | Dělení    | Starší název                                                          | Smrtnost |
| -------- | --------- | --------------------------------------------------------------------- | -------- |
| Clade I  | Clade Ia  | středoafrická/ konžská varianta (Congo Basin (Central African) clade) | až 11 %  |
| Clade I  | Clade Ib  | středoafrická/ konžská varianta (Congo Basin (Central African) clade) | až 11 %  |
| Clade II | Clade IIa | západoafrická varianta (West African clade)                           | 1 %      |
| Clade II | Clade IIb | západoafrická varianta (West African clade)                           | 1 %      |

### Rezervoár
Přirozenými rezervoáry viru jsou hlodavci a primáti, možný je zoonotický přenos a sekundární šíření onemocnění z člověka na člověka (přičemž některé linie se přenosu z člověka na člověka postupně adaptují). Poprvé ho identifikoval virolog Preben von Magnus v Kodani v roce 1958 u opice makaka jávského (Macaca fascicularis) používaného jako laboratorní zvíře.
První zaznamenaný případ opičích neštovic u člověka je datován do roku 1970 v Kongu, izolované epidemie nemoci od té doby propukaly především v Africe, s exportovanými případy do Severní Ameriky, Evropy a Asie. Rozšíření v USA v roce 2003 bylo vytrasováno k psounům prériovým nakažených od krysy obrovské dovezené z Ghany. Mezi roky 2017 a 2019 bylo zaznamenáno šíření v Nigérii, které pokračuje, protože mnoho případů zůstalo skrytých. V roce 2018 byl zachycen první případ cestovatele v Británii, který se pravděpodobně nakazil už v Nigérii.
V roce 2022 došlo ke komunitnímu přenosu nákazy mimo Afriku, který začal v květnu 2022 v Británii a následně byl potvrzen v Evropě, Severní Americe, Austrálii a Izraeli. Pravděpodobné ohnisko nákazy bylo v Belgii. Šířící se varianta má 40 až 50 mutací, kterými se odlišuje od variant z roku 2018, což je na rozdíl 4 let mnoho (odpovídalo by to 50 letům vývoje viru). Virus je přímým potomkem virů z roku 2017 z Nigérie.
K 31. květnu 2022 bylo celosvětově potvrzeno 557 případů, z toho 5 v České republice. K 1. červenci 2022 bylo na světě zaznamenáno již asi 4 500 případů nákazy, z nichž 90 % připadalo na Evropu. Celkem se nákaza prokázala v 31 zemích, především evropských. Dne 23. července 2022 vyhlásila WHO kvůli šíření opičích neštovic nejvyšší stupeň varování. Počet potvrzených případů nákazy vzrostl na více než 16 tisíc v 75 zemích. Největším ohniskem nákazy byla stále Evropa.